# Gardmyrtjärnen
Gardmyrtjärnen är en sjö i Storumans kommun i Lappland och ingår i Umeälvens huvudavrinningsområde. Sjön har en area på 0,101 kvadratkilometer och ligger 510,6 meter över havet.

## Delavrinningsområde
Gardmyrtjärnen ingår i det delavrinningsområde (725526-151691) som SMHI kallar för Mynnar i Umnässjön. Medelhöjden är 477 meter över havet och ytan är 4,45 kvadratkilometer. Det finns inga avrinningsområden uppströms utan avrinningsområdet är högsta punkten. Vattendraget som avvattnar avrinningsområdet har biflödesordning 2, vilket innebär att vattnet flödar genom totalt 2 vattendrag innan det når havet efter 316 kilometer. Avrinningsområdet består mestadels av skog (82 procent). Avrinningsområdet har 0,1 kvadratkilometer vattenytor vilket ger det en sjöprocent på 2,3 procent.